# Денежко Володимир Васильович
Володимир Васильович Денежко (1969—2023) — молодший сержант збройних сил України, учасник російсько-української війни.

## Життєпис
Народився 16 серпня 1969 року в Полянецькому Одеської області.
Під час повномасштабної війни служив молодшим сержантом гранатометного відділення протитанкового взводу 9 батальйону 59 мотопіхотної бригади.
Загинув 19 липня 2023 року.

## Нагороди
- Орден «За мужність» III ступеня[1].